# 8124 Guardi
A 8124 Guardi (ideiglenes jelöléssel 4370 T-1) a Naprendszer kisbolygóövében található aszteroida. Cornelis Johannes van Houten, Ingrid van Houten-Groeneveld és Tom Gehrels fedezte fel 1971. március 26-án.